# Gustav Spitzner
Gustav Friedrich Adolph Spitzner (* 17. Oktober 1803 in Stolpen; † 15. Oktober 1870 in Dresden) war ein königlich-sächsischer Beamter. 1849 gehörte er dem sächsischen Landtag an.

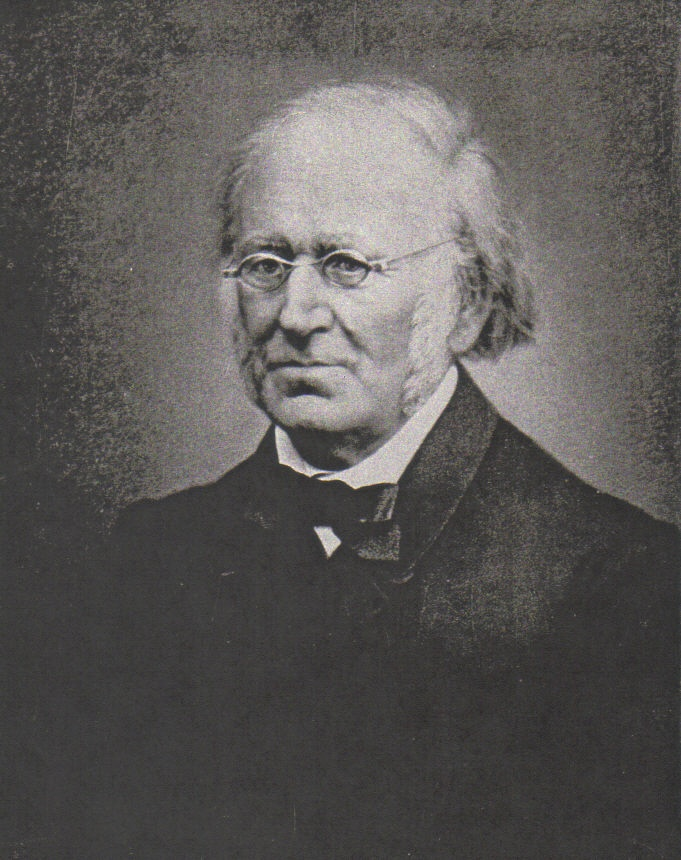
Gustav Spitzner

## Leben
Gustav Spitzner wurde am 21. Oktober 1803 in der evangelisch-lutherischen Stadtkirche von Stolpen getauft. Seine Eltern waren der Jurist und spätere Oberrechnungsrat Esaias Spitzner (1768–1841) und dessen erste Ehefrau Wilhelmine geb. Bein (1778–1813). Um 1818/19 verzog die Familie, bedingt durch eine berufliche Veränderung des Vaters, der in zweiter Ehe mit Caroline Juliane von der Ahée geb. Schöne verheiratet war, von Stolpen nach Dresden. 
Nach dem Besuch der Kreuzschule in Dresden immatrikulierte sich Spitzner am 18. Oktober 1821 an der juristischen Fakultät der Universität Leipzig und folgte damit einer in der ersten Hälfte des 18. Jahrhunderts begründeten akademischen Familientradition. Als ausgebildeter Jurist war er in Dresden zunächst als Advokat (1830) und sodann ab 1832 als verbeamteter Kommissionsrat tätig. Die auf Grund des „Gesetzes über Ablösungen und Gemeinheitstheilungen“ vom 17. März 1832 im Zuge der Bauernbefreiung errichtete königlich-sächsische Generalkommission für Ablösungen und Gemeinheitsteilungen war eine „aus vier Räthen, von welchen zwei Juristen und zwei Oekonomen sein müssen, und einem Präsidenten bestehende, den Specialcommissionen vorgesetzte Behörde“. Als solche gehörte sie zum Geschäftskreis des neu entstandenen Ministeriums des Innern, dem sie nachgeordnet war. 
Im Jahre 1857 wurde Gustav Spitzner, dem im Juli 1849 die Leitung der Generalkommission unter gleichzeitiger Ernennung zum Geheimen Regierungsrat übertragen worden war, zum Direktor der Spezialbehörde bestellt. Die Tätigkeit für die Generalkommission, die 1861 ihren Sitz „an der Frauenkirche Nr. 12 im Polizeihause“ hatte, war seine Lebensaufgabe, jedoch verlor die Behörde in der zweiten Hälfte des 19. Jahrhunderts zunehmend an praktischer Bedeutung. Als umfassend gebildeter Jurist nahm Spitzner in Beiträgen für Fachzeitschriften auch zu scheidungsverfahrensrechtlichen und kirchenrechtlichen Fragen Stellung. Seine nachgelassene wissenschaftliche Bibliothek stand im Sommer 1871 in Leipzig zur öffentlichen Versteigerung an.

## Politische Betätigung
Zum Bildungsbürgertum der Stadt Dresden zählend, gehörte der freiberufliche Advokat Spitzner im Dezember 1830 vorübergehend der „Organisations-Commision“ für die örtliche Kommunalgarde und 1849 als Abgeordneter des Wahlkreises 74 (Pirnaische Vorstadt und Seevorstadt) der II. Kammer des 4. ordentlichen sächsischen Landtages an. Ferner war er Mitglied der Dresdner Montagsgesellschaft, in der sich politisch und künstlerisch Interessierte zwangslos trafen, im Verein selbständiger Künstler und 1848/49 Vorstandsmitglied des liberalen Deutschen Vereins zu Dresden, als dessen Kandidat er in den Landtag einzog. Am 7. Juni 1852 wurde der Verwaltungsjurist – wie schon sein Vater – mit dem Ritterkreuz des königlich-sächsischen Zivilverdienstordens dekoriert.

## Familie
Gustav Spitzner war zweimal verheiratet. Aus der am 9. Juli 1830 in der Kreuzkirche geschlossenen Ehe mit Emma Schmaltz (* 9. Juli 1811 in Dresden; † 29. Juni 1847 in Dresden), Tochter des Stadtrichters Carl Adolph Schmaltz und Nichte des Theologen Moritz Ferdinand Schmaltz, gingen drei Söhne und vier Töchter hervor, darunter Carl Spitzner und Emma Spitzner (* 7. Juli 1836, † 14. September 1873 in Dresden), die Mutter des Dresdner Dermatologen Johannes Werther. Spitzners am 16. Juli 1851 in Lichtenberg/Erzgeb. eingegangene zweite Ehe mit Marie Therese Rublack (* 2. Mai 1823 in Dresden; † 24. April 1896 in Radebeul), ältester Tochter des Dresdner Hofrates und Arztes Johann Friedrich Wilhelm Rublack, blieb kinderlos.

## Werke
- Über den Urtheilstil in Ehescheidungsverfahren. In: Zeitschrift für Rechtspflege und Verwaltung zunächst für das Königreich Sachsen, Neue Folge, Verlag von Christian Bernhard Tauchnitz, Bd. 22, Leipzig 1861, S. 129 ff.
- Ueber die Entsagungsfrage bei Taufhandlungen. In: Zeitschrift für Rechtspflege und Verwaltung zunächst für das Königreich Sachsen, Neue Folge, Verlag von Christian Bernhard Tauchnitz, Bd. 24, Leipzig 1863, S. 1 ff. (Digitalisat in der Google-Buchsuche).
- Zur Gemeintheilungsfrage. In: Zeitschrift für Verwaltungs-Praxis und Gesetzgebung zunächst für das Königreich Sachsen, Roßbergsche Buchhandlung, Bd. 6, Leipzig 1867, S. 1 ff. (Digitalisat in der Google-Buchsuche).